# Chloridolum chapaense
Chloridolum chapaense är en skalbaggsart som först beskrevs av Maurice Pic 1932.  Chloridolum chapaense ingår i släktet Chloridolum och familjen långhorningar. Inga underarter finns listade i Catalogue of Life.